# Cumuato
Cumuato es una localidad del estado mexicano de Michoacán. Es parte del municipio de Briseñas.

## Toponimia
El nombre «Cumuato» proviene de los términos en purépecha: cumu, tuza; huato, cerro. Su significado es «Cerro de las tuzas».

## Demografía
| Gráfica de evolución demográfica |
|                                  |

| Censo | Población |
| ----- | --------- |
| 1900  | 559       |
| 1910  | 1 153     |
| 1921  | 1 177     |
| 1930  | 882       |
| 1940  | 1 234     |
| 1950  | 1 252     |
| 1960  | 1 397     |
| 1970  | 1 474     |
| 1980  | 1 422     |
| 1990  | 1 638     |
| 2000  | 1 431     |
| 2010  | 1 252     |
| 2020  | 1 233     |